# Tountouroun
Tountouroun est une subdivision administrative de la Guinée, sous-préfecture de la préfecture de Labé.située à 12 kilomètres de Labé.   

## Administration
Elle est composée de huit districts : tountouroun centre, Tolou, Gambie, Tounny, Gnaworo, Lariah, Kambaya et Balaya. Tountouroun est aussi une commune rurale.

## Fleuve
Tountouroun a un fleuve appelé dimma qui prend sa source à hore-dimma. Tountouroun abrite également le barrage de touri qui fournit de l'eau à la ville de Labé.

## Population
En 2016, la localité comptait 16 371 habitants.